# Kokondō
Il Karate Kokondo (古今道 空手) e la sua disciplina affine del Jukido Jujitsu (柔気道 柔術) sono arti marziali di origini giapponesi sviluppate da Paul Arel. Jukido Jujitsu fu fondata nel 1959 seguita dal Karate Kokondo nel 1970. I due stili sono insegnati a livello mondiale, principalmente negli Stati Uniti. In America, la più grande concentrazione di dojos è situata vicino a Sud Windsor nel Connecticut, dove è situato il dojo honbu. La International Kokondo Association (IKA) è l'organo mondiale di controllo del Jukido Jujitsu & del Karate Kokondo. Tutti gli istruttori di discipline Kokondo sono in diretto contatto con la IKA e con il suo dojo honbu (Quartier Generale).

## Principi
I principi cardine del Karate Kokondo e del Jukido Jujitsu sono:
- Jushin: la linea centrale. La linea centrale orizzontale e verticale del corpo dell'avversario sono cruciali per l'esecuzione delle tecniche. Le tecniche di contenimento e gli attacchi devono essere portati sulla linea centrale;
- Kuzushi: sbilanciamento. Creazione e controllo degli sbilanciamenti porta all'esecuzione di tecniche efficaci.
- Shorin-ji: punti e cerchi. Né tecniche in linea retta (come in molti stili giapponesi) né le tecniche circolari (come in molti stili cinesi), sono ideali separatamente. Ognuno ha i suoi punti di forza in combinazione ed il risultato sarà più efficace.